# K-463
K-463 war ein Atom-U-Boot der sowjetischen Marine und gehörte zum Projekt 705 (NATO-Bezeichnung: Alfa-Klasse), das als eine der schnellsten und am tiefsten tauchenden U-Boot-Klassen gilt.

## Geschichte
Die K-463 wurde als letztes Boot der Klasse auf der Neuen Admiralitätswerft (Nr. 196) in Leningrad am 26. Juni 1975 auf Kiel gelegt. Der Stapellauf fand am 30. April 1981 statt, und am 30. Dezember 1981 wurde das Boot nach der Endabnahme in Sewerodwinsk bei der Nordflotte in Dienst gestellt. Es war auf einer Marinebasis im Fjord Sapadnaja Liza stationiert. K-463 war ab 1982 Teil der Gefechtsbereitschaft der Nordflotte und sie wurde im Wechsel von verschiedenen Besatzungen bemannt. Bis 1987 erhielten Boot und Besatzung mehrere Auszeichnungen, bevor es am 19. April 1990 aus der Flottenliste gestrichen und zum Abwracken vorgesehen wurde.

### Möglicher Reaktorunfall
1986 soll das Boot nach amerikanischen Angaben einen Reaktorunfall gehabt haben, was aber von russischen Quellen nicht bestätigt wird. Danach soll es vorübergehend stillgelegt und als eines von zwei Booten der Klasse mit einem Druckwasserreaktor entsprechend denen der Boote der Victor-Klasse (gemäß Projekt 671W oder nach englischer Transkription 671V, fälschlich auch 671B genannt) ausgestattet worden sein.

### Verbleib
K-463 wurde bei Sewerodwinsk aufgelegt und verschrottet. Die Reaktorsektion wurde dabei abgetrennt, versiegelt und 1995 zur Zwischenlagerung in die Sajda-Bucht geschleppt.